# Jurijus Veklenko
Jurijus Veklenko (Klaipėda, 6 juli 1990) is een Litouws zanger.

## Biografie
Veklenko studeerde toerisme en recreatie aan de Universiteit van Klaipėda en ging daarna aan de slag in een callcenter in Vilnius. In 2012 en 2014 waagde hij zijn kans in de Litouwse preselectie voor het Eurovisiesongfestival, evenwel zonder veel succes. In 2019 nam hij nogmaals deel. Met het nummer Run with the lions won hij, waardoor hij zijn vaderland mocht vertegenwoordigen op het Eurovisiesongfestival 2019 in Tel Aviv, waar hij niet de finale wist te halen
1994: Ovidijus Vyšniauskas · 
1999: Aistė Smilgevičiūtė · 
2001: Skamp · 
2002: Aivaras · 
2004: Linas & Simona · 
2005: Laura & The Lovers · 
2006: LT United · 
2007: 4Fun · 
2008: Jeronimas Milius · 
2009: Sasha Son · 
2010: InCulto · 
2011: Evelina Sašenko · 
2012: Donny Montell · 
2013: Andrius Pojavis · 
2014: Vilija Matačiūnaitė · 
2015: Monika Linkytė & Vaidas Baumila · 
2016: Donny Montell · 
2017: Fusedmarc · 
2018: Ieva Zasimauskaitė · 
2019: Jurijus Veklenko · 
2021: The Roop · 
2022: Monika Liu · 
2023: Monika Linkytė · 
2024: Silvester Belt · 
2025: Katarsis